# Angka
Angka hexops es una especie de araña migalomorfa de la familia Cyrtaucheniidae. Es la única especie del género monotípico Angka.  Es nativa de Tailandia.